# Parco nazionale Hkakaborazi
Il parco nazionale Hkakaborazi (in birmano ခါကာဘိုရာဇီအမျိုးသားဥယျာဉ်) è un parco nazionale situato nel nord della Birmania. Con una superficie di 3812 km² che lo rende il parco naturale più esteso del Paese, è stato fondato nel 1998.
L'obiettivo del Ministero delle risorse naturali e della conservazione ambientale è quello di conservare all'interno del parco nazionale Hkakaborazi la biodiversità dei bacini fluviali dell'Irrawaddy e del Chindwin. In particolare, al suo interno si trovano specie sia animali che vegetali in via di estinzione.

## Biodiversità

### Flora
La vegetazione del parco nazionale Hkakaborazi comprende foreste pluviali tropicali, la laurisilva e foreste di conifere. All'interno del parco, però, si trovano 297 alberi e 220 specie di orchidee, con 24 piante dalle capacità curative. Inoltre, sono diffuse anche diverse specie di bambù.

### Fauna
Tra il 1996 e il 1997, all'interno del parco, è stata scoperta, dal biologo Alan Rabinowitz durante una ricerca sul campo, una nuova specie di muntjak, il muntjak foglia (Muntiacus putaoensis). La fauna comprende animali a rischio di estinzione, come il mosco nero, il panda rosso e l'airone panciabianca.

### Uccelli
Sempre nel 1997, all'interno del parco nazionale vivevano circa 160 specie di uccelli, mentre ora sono nel 2016 erano 101. Nel 2004 è stata scoperta una nuova specie, Jabouilleia naungmungensis.